# Grande Prêmio de Mônaco de 1958
Resultados do Grande Prêmio de Mônaco de Fórmula 1 realizado em Montecarlo em 18 de maio de 1958. Segunda etapa da temporada, foi vencido pelo francês Maurice Trintignant, da Cooper-Climax, que subiu ao pódio ladeado por Luigi Musso e Peter Collins, pilotos da Ferrari. Contudo, tal prova passou à história pelas estreias tanto do piloto britânico, Graham Hill, quanto de sua equipe, a Lotus.

## Resumo
Neste GP, Bernie Ecclestone, que viria a tornar-se dono da equipe Brabham e, posteriormente, presidente do Formula One Group (empresa que gerencia os assuntos relacionados à Fórmula 1), tentou se classificar para o grid, mas não teve sucesso.
Foi nesta prova que Maurice Trintignant estreou e obteve a segunda e também a última vitória de sua carreira.
Estreia de Graham Hill na Fórmula 1.

## Classificação da prova
| Pos. | Nº | Piloto                   | Construtor     | Voltas | Tempo/Diferença      | Grid | Pontos |
| ---- | -- | ------------------------ | -------------- | ------ | -------------------- | ---- | ------ |
| 1    | 20 | Maurice Trintignant      | Cooper-Climax  | 100    | 2:52:27.9            | 5    | 8      |
| 2    | 34 | Luigi Musso              | Ferrari        | 100    | + 20.2               | 10   | 6      |
| 3    | 36 | Peter Collins            | Ferrari        | 100    | + 38.8               | 9    | 4      |
| 4    | 16 | Jack Brabham             | Cooper-Climax  | 97     | + 3 voltas           | 3    | 3      |
| 5    | 8  | Harry Schell             | BRM            | 91     | + 9 voltas           | 12   | 2      |
| 6    | 24 | Cliff Allison            | Lotus-Climax   | 87     | + 13 voltas          | 13   |        |
| Ret  | 40 | Wolfgang von Trips       | Ferrari        | 91     | Motor                | 11   |        |
| Ret  | 58 | Jo Bonnier               | Maserati       | 71     | Acidente             | 16   |        |
| Ret  | 26 | Graham Hill              | Lotus-Climax   | 69     | Semieixo             | 15   |        |
| Ret  | 18 | Roy Salvadori            | Cooper-Climax  | 56     | Câmbio               | 4    |        |
| Ret  | 38 | Mike Hawthorn            | Ferrari        | 47     | Bomba de combustível | 6    | 1      |
| Ret  | 28 | Stirling Moss            | Vanwall        | 38     | Motor                | 8    |        |
| Ret  | 6  | Jean Behra               | BRM            | 29     | Freios               | 2    |        |
| Ret  | 46 | Giorgio Scarlatti        | Maserati       | 28     | Motor                | 14   |        |
| Ret  | 30 | Tony Brooks              | Vanwall        | 22     | Motor                | 1    |        |
| Ret  | 32 | Stuart Lewis-Evans       | Vanwall        | 11     | Superaquecimento     | 7    |        |
| DNQ  | 22 | Ron Flockhart            | Cooper-Climax  |        |                      |      |        |
| DNQ  | 50 | Ken Kavanagh             | Maserati       |        |                      |      |        |
| DNQ  | 48 | Gerino Gerini            | Maserati       |        |                      |      |        |
| DNQ  | 12 | Bruce Kessler            | Connaught-Alta |        |                      |      |        |
| DNQ  | 14 | Paul Emery               | Connaught-Alta |        |                      |      |        |
| DNQ  | 44 | Maria Teresa de Filippis | Maserati       |        |                      |      |        |
| DNQ  | 56 | André Testut             | Maserati       |        |                      |      |        |
| DNQ  | 52 | Giulio Cabianca          | Osca           |        |                      |      |        |
| DNQ  | 54 | Luigi Piotti             | Osca           |        |                      |      |        |
| DNQ  | 42 | Horace Gould             | Maserati       |        |                      |      |        |
| DNQ  | 10 | Ron Flockhart            | BRM            |        |                      |      |        |
| DNQ  | 12 | Bernie Ecclestone        | Connaught-Alta |        |                      |      |        |
| DNQ  | 50 | Luigi Taramazzo          | Maserati       |        |                      |      |        |
| DNQ  | 56 | Louis Chiron             | Maserati       |        |                      |      |        |
| DNQ  | 4  | Paco Godia               | Maserati       |        |                      |      |        |

## Tabela do campeonato após a corrida
|        | Pos. | Piloto              | Pontos |
| ------ | ---- | ------------------- | ------ |
| 1      | 1    | Luigi Musso         | 12     |
| 1      | 2    | Stirling Moss       | 8      |
| 8      | 3    | Maurice Trintignant | 8      |
| 1      | 4    | Mike Hawthorn       | 5      |
| 5      | 5    | Peter Collins       | 4      |
| Fonte: |      |                     |        |

|        | Pos. | Construtor    | Pontos |
| ------ | ---- | ------------- | ------ |
|        | 1    | Cooper-Climax | 16     |
|        | 2    | Ferrari       | 12     |
|        | 3    | Maserati      | 3      |
|        | 4    | BRM           | 2      |
| Fonte: |      |               |        |

- Nota: Somente as primeiras cinco posições estão listadas. Apenas os seis melhores resultados, dentre pilotos ou equipes, eram computados visando o título. Neste ponto esclarecemos: na tabela dos construtores figurava somente o melhor resultado dentre os carros de um mesmo time.